# Xavier Trias
Pour les articles homonymes, voir Trias (homonymie) et Vidal.
Xavier Trias i Vidal de Llobatera, né le 5 août 1946 à Barcelone, est un homme politique espagnol membre d'Ensemble pour la Catalogne (JuntsxCat). Il est maire de Barcelone de 2011 à 2015.

## Biographie

### Pédiatre
Il effectue ses études secondaires auprès des jésuites du quartier de Sarrià, à Barcelone. Il entre ensuite à l'université de Barcelone, où il étudie la médecine et la chirurgie. Il obtient sa licence en 1970, puis il se spécialise en pédiatrie.
Il exerce sa profession à l'hôpital pour enfants du quartier de La Vall d'Hebron entre 1974 et 1981.

### Haut fonctionnaire
Adhérent de la Convergence démocratique de Catalogne depuis 1979, il est nommé directeur général de l'Assistance sanitaire du département de la Santé et de la Sécurité sociale de la Généralité de Catalogne le 21 septembre 1983. Il est relevé de ses fonctions au bout de deux mois seulement.
Finalement, il revient dans la haute administration autonomique le 11 juillet 1984, en tant que directeur général de la Gestion et la Planification sanitaire, et directeur général de l'Institut catalan de la santé,.

### Conseiller de la Généralité de Catalogne
À la suite des élections autonomiques du 29 mai 1988, le président de la Généralité Jordi Pujol forme son troisième gouvernement. Il nomme alors Xavier Trias au poste de conseiller à la Santé et à la Sécurité sociale le 5 juillet.
Pour l'élection suivante, convoquée le 15 mars 1992, il est investi en sixième position sur la liste de Convergence et Union (CiU) dans la province de Barcelone, que conduit Jordi Pujol. Il est par la suite reconduit dans ses fonctions exécutives.
Il est remonté en quatrième position à l'occasion des élections autonomiques anticipée du 19 novembre 1995. Lors de ce scrutin, CiU perd sa majorité absolue qu'elle détenait depuis onze ans. Pujol décide alors de renforcer son gouvernement par la création d'un conseiller purement politique, chargé des relations avec le Parlament et les groupes parlementaires, qu'il confie à Xavier Trias. Il devient donc le 12 janvier 1996 conseiller à la Présidence. Le président de la Généralité précise cependant que si Trias « jouera un rôle très important », il ne sera pas son successeur.

### Chef de file de CiU en 2000
Après que Pere Esteve, secrétaire général de la CDC, a fait le choix en novembre 1998 d'être tête de liste de CiU aux élections européennes du 13 juin 1999, Trias est perçu comme le seul susceptible de conduire Convergence et Union lors des élections législatives prévues en 2000. En août 1999, à seulement deux mois des élections autonomiques, Jordi Pujol annonce qu'il sera effectivement chef de file de CiU pour les prochaines élections au Congrès des députés.
Cela ne l'empêche en rien d'être à nouveau candidat au Parlement de Catalogne, toujours en quatrième de la liste de la circonscription de Barcelone. Il échoue toutefois à obtenir la place symbolique de numéro deux, qui revient au conseiller à l'Économie et aux Finances Artur Mas ; cela fait de celui-ci son successeur le plus probable, puisque les dix premiers candidats à Barcelone sont choisis par Jordi Pujol lui-même.
Alors que l'Union démocratique de Catalogne (UDC) s'oppose à son maintien au gouvernement régional pour quelques semaines seulement, il demande personnellement à être reconduit dans ses fonctions jusqu'à ce qu'il soit contraint de se retirer du fait de sa candidature au Congrès. Le président cède et en conséquence, Xavier Trias est nommé conseiller à la Présidence le 30 novembre 1999. Il annonce quitter ses fonctions le 3 février 2000, au profit du secrétaire général de la présidence de la Généralité Joaquím Triadú. Son départ est effectif quatre jours plus tard.

### Député au Congrès
Au cours de l'élection, Convergence et Union perd 200 000 voix, mais ne perd qu'un député sur les 16 qu'elle détenait jusqu'à présent ; bien que CiU soit la troisième force parlementaire et résiste à « l'effet Josep Piqué », elle perd son rôle-clé au Congrès des députés dans la mesure où le Parti populaire dispose désormais d'une majorité absolue, ce qui empêche toute possibilité de pression pour négocier une plus forte décentralisation ou une réforme du financement régional. Il impose ensuite à Pujol d'être le seul responsable du groupe parlementaire, cumulant les postes de président et porte-parole alors que ce dernier avait promis personnellement au porte-parole sortant, Josep López de Lerma, qu'il serait reconduit, ce qui l'oblige à se dédire et le choisir comme vice-président du Congrès des députés. Le 10 mai, il devient en plus président de la commission de la Science et de la Technologie, la seule du Congrès qui ne soit pas présidée par un député de l'un des deux grands partis.

### Chef de l'opposition à Barcelone
Le comité exécutif de Convergence et Union décide le 7 avril 2002 de le proposer comme candidat de la fédération nationaliste au poste de maire de Barcelone pour les municipales du 25 mai 2003. Les militants barcelonais approuvent cette désignation à 96 %, Trias s'engageant à reprendre sur sa liste les élus sortants et à ne pas quitter la vie politique tant qu'il ne sera pas maire de la capitale de Catalogne.
Sa candidature est un échec : CiU totalise 162 010 voix, soit 92 000 de moins que la liste du Parti des socialistes de Catalogne (PSC) de Joan Clos, ce qui équivaut à 21,78 % des voix et 9 élus sur 41 au conseil municipal. Bien qu'il gagne 11 000 voix par rapport à 1999, il perd tout de même un siège et se retrouve avec la plus faible représentation pour les nationalistes catalans depuis 1983, alors que Trias avait fixé un objectif de 11 sièges et que la participation électorale connaît une augmentation de huit points. Alors, quelques jours après l'élection municipale, la direction de CiU envisage de le nommer troisième de la liste dans la province de Barcelone pour les élections autonomiques prévue le 16 novembre suivant ; il serait ainsi situé après Artur Mas, successeur de Pujol, et Josep Antoni Duran i Lleida, qui doit prendre sa place comme chef de file aux prochaines élections générales après avoir refusé de constituer un tandem avec lui. Il décide cependant de terminer la législature du Congrès des députés, rendant sa candidature régionale impossible puisque la Constitution empêche d'être député à Madrid et dans sa communauté autonome.
Après la nomination de Clos au gouvernement, l'élection d'un nouveau maire est convoquée le 8 septembre 2006. Bien qu'il soit minoritaire, Xavier Trias présente sa candidature contre le socialiste Jordi Hereu ; celui-ci obtient au premier tour les 25 voix de la majorité municipale, alors que Trias se contente des 9 suffrages que lui apporte le groupe de Convergence et Union. Quelques semaines plus tard, il est reconduit comme tête de liste de CiU, qui se sent alors en pleine capacité de défaire le PSC et de remporter la mairie de Barcelone. À la fin de janvier 2007, il affirme que son objectif se fixe à 15 conseillers municipaux et qu'il est en mesure de s'allier avec n'importe quelle formation, même si cela semble difficile avec le Parti populaire. Bien que sa liste perde des voix, la baisse de la participation favorise cette fois les nationalistes. Les 155 101 voix captées par CiU valent 26,54 % des suffrages exprimés et 12 conseillers, alors que la liste du PSC emmenée par Hereu doit se contenter d'une avance de 27 000 suffrages et 2 sièges. Ce progrès significatif, Convergence et Union étant la seule force en hausse dans la capitale, ne permet cependant pas un renversement de majorité, puisque la coalition de gauche totalise plus de la moitié des élus au conseil municipal.

### Maire de Barcelone
À la fin du mois de mai 2010, soit un an avant les élections municipales du 22 mai 2011, il annonce qu'il sera une troisième fois consécutive tête de liste à Barcelone. Après que CiU a conquis plus de 256 000 voix aux élections autonomiques du 28 novembre 2010, soit le double des socialistes, il se fixe comme objectif d'obtenir la majorité absolue au conseil municipal. Profitant pleinement de cette victoire et sans subir le contrecoup des coupes budgétaires dans les secteurs de la santé et de l'éducation décidées par le gouvernement d'Artur Mas, la liste de CiU remporte le plus grand nombre de suffrages, 15 élus, tandis que la gauche se retrouve en minorité.
Le 6 juin, le PP dépose un recours électoral en vue d'un recomptage des voix qui pourrait lui accorder un neuvième siège, au détriment de CiU. Ce recours est cependant rejeté par le tribunal supérieur de justice de Catalogne (TSJC) le 23 juin, permettant aux nationalistes de conserver leurs 15 conseillers municipaux. À la veille de son investiture, prévue le 1er juillet, il annonce qu'il compte supprimer un poste d'adjoint au maire et quatre des dix-sept postes de conseiller délégué.
Le jour de l'investiture, Xavier Trias doit se contenter de 17 votes favorables, les siens et ceux de la Gauche républicaine de Catalogne (ERC), soit 4 de moins que la majorité absolue, mais il est tout de même proclamé maire de Barcelone en tant que tête de la liste la mieux élue ; il met ainsi fin à 32 années consécutives de gouvernement socialiste dans la capitale catalane. En application de la loi relative aux grandes villes, il décide de ne pas assumer la présidence du conseil municipal. Le 15 juillet, le tribunal constitutionnel modifie la composition du conseil, en validant le recours du PP, ce qui donne 14 mandats à CiU, qui gouverne en minorité, et 9 aux conservateurs.

### Passage dans l'opposition municipale
Lors des élections municipales du 24 mai 2015, CiU ne totalise plus que 22,14 % des voix, arrivant en deuxième position avec seulement 10 élus municipaux, contre 11 à la liste de la gauche alternative « Barcelone en commun » emmenée par l'activiste Ada Colau. Le conseil municipal élu à cette occasion est le plus éclaté depuis 1979, avec pas moins de sept formations représentées pour 41 sièges. Le 13 juin suivant, Xavier Trias cède donc son siège de maire à Ada Colau.

### Fraude fiscale
En octobre 2014, le journal El Mundo affirme que la Police judiciaire (es) enquête sur Xavier Trias. Celui-ci aurait dissimulé à l'administration fiscale 12,9 millions d'euros dans des comptes en Suisse, puis en Andorre. L'intéressé a démenti les accusations.  Le parquet anticorruption (es) classe l'enquête sans suite fin novembre, en l'absence d'indices suffisants pour instruire une affaire. Les journaux La Vanguardia et ElDiario.es révèlent en janvier 2024 qu'il s'agissait de fausses informations, issues d'un rapport non-vérifié qui aurait été rédigé par un directeur des Douanes françaises et diffusées à la presse par le ministère de l'Intérieur dans le cadre de l'opération Catalogne, une série de manœuvres policières visant à discréditer les indépendantistes catalans.
Fin 2017, le nom de Xavier Trias est cité dans l'affaire des Paradise Papers. Il aurait dissimulé des fonds en Suisse à travers une fiducie familiale, The JTB Family Settlement, dissimulée dans la succursale suisse de la Royal Bank of Scotland, RBS Coutts Trustees Ltd. Celle-ci aurait existé entre 1994 et 2008, au minimum, selon les documents révélés, avec pour co-titulaires sa mère, ses onze frères et sœurs et un neveu. Elle servait à gérer Highgate Partners Corp, une société domiciliée aux Îles Vierges britanniques opérationnelle jusqu'en 2013, et était liée à deux autres comptes, The JTB Grandchildren’s Sub Fund et The JTB Family Settlement Maria’s Sub Fund. Après avoir nié ces informations, Xavier Trias reconnaît ensuite l'existence de ces comptes. Le ministre des Finances, Cristóbal Montoro, affirme alors que l'Agence fiscale (es) enquêtera sur les Espagnols dont le nom apparaît dans les Paradise Papers.